# Espinasse-Vozelle
Espinasse-Vozelle település Franciaországban, Allier megyében. Lakosainak száma 973 fő (2022. január 1.). Espinasse-Vozelle Bellerive-sur-Allier, Charmeil, Cognat-Lyonne, Escurolles, Saint-Pont, Serbannes és Vendat községekkel határos.

## Népesség
A település népességének változása:
| Lakosok száma | 485  | 559  | 736  | 792  | 946  | 985  | 991  | 968  | 977  | 973  |
|               | 1968 | 1982 | 1990 | 2006 | 2013 | 2015 | 2017 | 2019 | 2020 | 2022 |